# 安特勒鎮區 (北達科他州博蒂諾縣)
安特勒鎮區（英語：Antler Township）是位於美國北達科他州博蒂諾縣的一個鎮區。

## 地方資料
安特勒鎮區的面積為112.87平方千米，當中陸地面積為112.82平方千米，而水域面積為0.05平方千米。根據2020年美國人口普查的數據，當地共有人口68人，而人口密度為每平方千米0.6人。